# Isla Desroches
La isla Desroches (del francés: Île Desroches) es la más grande del grupo de las islas Amirante. Está ubicada a 230 km al sudoeste de Mahé, dentro del archipiélago de las Seychelles. Es la única porción emergida de un atolón de 21 kilómetros de diámetro.

## Historia
La isla fue visitada en 1770 y 1771 por una expedición francesa al mando de los capitanes Durosland, comandante del bergantín Heure du berger, y  Biolière, comandante del bergantín Étoile du matin. La expedición recorrió y cartografió las islas Almirante. Desroches fue nombrada de esa manera en honor a François Julien du Dresnay (Chevalier Desroches), designado gobernador general de Mauricio en 1769.
La fundación Desroches (Desroches Foundation) afirma desarrollar actividades turísticas en la isla, de un modo sostenible con el cuidado del medio ambiente. La fundación se registró en 2008 y está gestionada por el sector privado.

## Imágenes

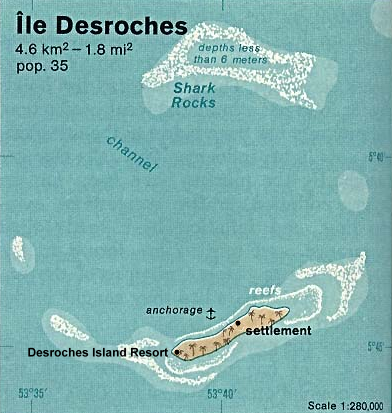
Mapa del atolón y la isla.
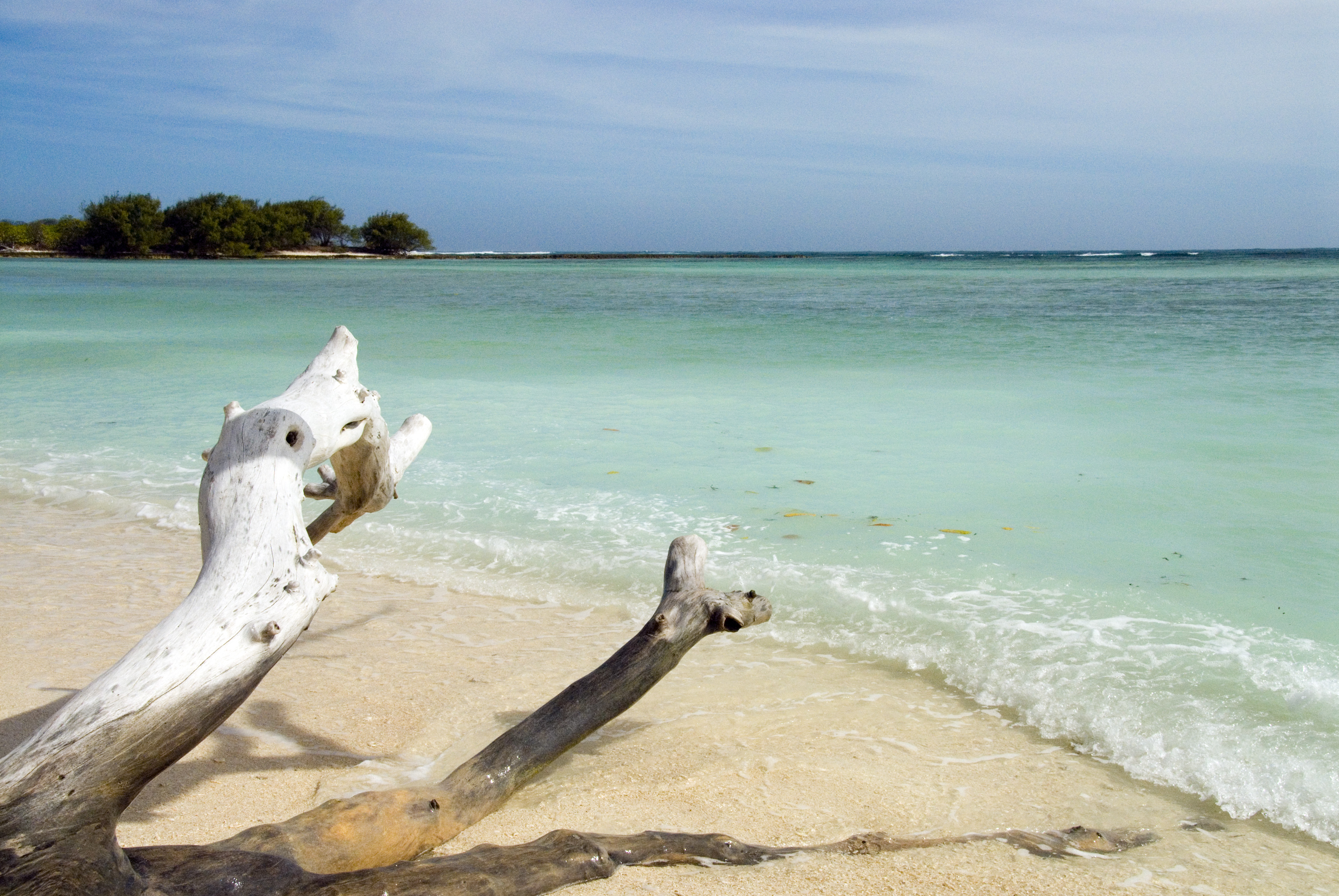
Una playa en la isla.
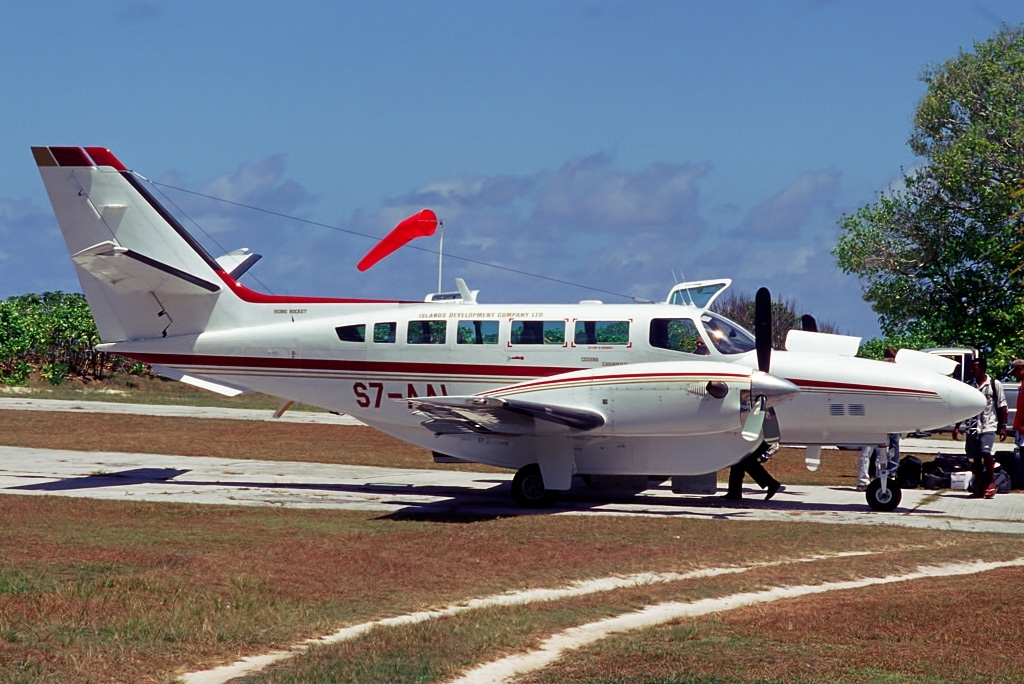
El aeródromo de la isla.